# Phyllosticta phaseolina
Phyllosticta phaseolina är en svampart som beskrevs av Sacc. 1878. Phyllosticta phaseolina ingår i släktet Phyllosticta och familjen Botryosphaeriaceae.   Inga underarter finns listade i Catalogue of Life.